# Raw Device
Ein Raw Device bzw. eine Raw Partition ist unter Unix eine zeichenorientierte Gerätedatei, die den direkten Zugriff auf eine Festplattenpartition erlaubt. Das Raw Device abstrahiert die Daten nicht über ein Dateisystem. Beim Zugriff auf das Device wird die Datenträgerverwaltung des Betriebssystems weitgehend umgangen.
Die Umgehung des Dateisystems des Betriebssystems ermöglicht es einer Applikation, I/O-Operationen auf den gespeicherten Daten anwendungsbezogen zu optimieren. Das Betriebssystem muss Dateien verschiedenster Größe verarbeiten und verschiedensten I/O-Profilen genügen. Dies kann jedoch für einige Anwendungen ungeeignet sein. Eine wichtige Rolle hierbei spielt der Einsatz von Puffern und der Read-Ahead-Optimierung.
Datenbanken haben sehr spezielle Anforderungen an das Lesen, Schreiben und Puffern von Daten. Traditionell sind sie dabei viel effizienter als die Dateisysteme des Wirt-Betriebssystems, wenn sie die physikalische Verwaltung der Daten selbst übernehmen. Sie sind daher auch Hauptnutzer von Raw Devices.
Mit der Entwicklung von Dateisystemen, die ihr Cacheverhalten auf die Anwendungen abzustimmen vermögen, ist der Geschwindigkeitsvorteil weitestgehend dahingeschmolzen oder führt sogar zu einem erheblichen Nachteil, da die Raw Devices sich weniger gut auf das Laufzeitverhalten des physikalischen Laufwerks einstellen können.  
Zur Sicherung von Raw Devices können Befehle, die auf Dateisystemebene arbeiten, nicht verwendet werden. Dazu zählen Befehle zum Kopieren (Befehle wie cp, copy), Verschieben (Befehle wie mv, ren, rename) und Archivieren (tar). Dies ist auch bei der Sicherung von Raw Devices zu berücksichtigen: Sicherungssoftware, die tar oder cp im Hintergrund verwendet, kann für Raw Devices nicht ohne Weiteres eingesetzt werden. Stattdessen kann jedoch ein Disk Dump (Befehl: dd) verwendet werden. Der Disk Dump erzeugt eine Kopie der physischen Blöcke, die anschließend gesichert werden kann.
Einige Hersteller bieten eigene Tools zur Sicherung von Raw Devices an. So kann für Oracle-Datenbanken der Befehl ocopy (Oracle Copy) oder das Sicherungswerkzeug RMAN (Recovery Manager von Oracle) eingesetzt werden. Auch die Sicherungssoftware von Adabas D vermag mit Raw Devices umzugehen.
Typische Anwendungen, die direkt auf Raw Devices schreiben, sind Datenbankmanagementsysteme wie Oracle, DB2 oder Adabas D (heute SAP MaxDB).